# Hiroyuki Tomita
Hiroyuki Tomita (冨田洋之 ({{{2}}}?); Osaka, 21 novembre 1980) è un ex ginnasta e allenatore di ginnastica giapponese.

## Biografia
Rappresentò il Giappone ai Giochi olimpici estivi di Atene 2004 in cui si laureò campione olimpico nel concorso a squadre, assieme a Takehiro Kashima, Hisashi Mizutori, Daisuke Nakano, Naoya Tsukahara e Isao Yoneda. Vinse anche l'argento nelle parallele simmetriche, preceduto sul podio dall'ucraino Valerij Hončarov.
Ai mondiali di Melbourne 2005 vinse il titolo iridato nel concorso individuale.
Fece la sua seconda apparizione olimpica A Pechino 2008 in cui ottenne l'argento nel concorso a squadre, con Takehiro Kashima, Kōki Sakamoto, Makoto Okiguchi, Kōhei Uchimura e Takuya Nakase.
Dopo il ritiro dalla carriera agonistica è divenuto allenatore presso l'Università Juntendō, dove ha curato la preparazione di vari ginnasti, tra cui Daiki Hashimoto.

## Palmarès
- Giochi olimpici estivi

Atene 2004: oro nel concorso a squadre; argento nelle parallele.
Pechino 2008: argento nel concorso a squadre.
- Campionati mondiali di ginnastica artistica

Anaheim 2003: bronzo nel concorso individuale e a squadre.
Melbourne 2005: oro nel concorso individuale.
Aarhus 2006: argento nel concorso individuale e nelle parallele, bronzo nel concorso a squadre.
Stoccarda 2007: argento nel concorso a squadre.
- Giochi asiatici

Pusan 2002: oro nelle parallele, bronzo nel concorso a squadre e negli anelli.
Doha 2006: oro nel cavallo con maniglie, argento nel concorso a squadre e bronzo nel concorso individuale.